# سان جیورجیو دل پرتیک
سان جیورجیو دل پرتیک (به ایتالیایی: San Giorgio delle Pertiche) یک کومونه در ایتالیا است که در استان پادووا واقع شده‌است. سان جیورجیو دل پرتیک ۱۸٫۸ کیلومتر مربع مساحت و ۸٬۶۱۷ نفر جمعیت دارد.